# Реми, Александр Францевич
Александр Францевич (Александр Марий) Реми (1816—1864) — русский учёный-медик французского происхождения, доктор медицины.

## Биография
Родился в 1816 году и происходил из французской семьи, поселившейся в России в 1789 году.
Обучался в Московской медико-хирургической академии (ММХА), которую окончил в 1836 году лекарем 1-го разряда.
По предложению президента ММХА Г. И. Фишера-фон-Вальдгейма, намеревался остаться при академии на место адъюнкт-профессора анатомии, но поступил врачом в московскую городскую больницу, где почти пятнадцать лет проработал прозектором, трижды заражаясь тифом.
Перевёл на русский язык ряд французских и немецких трудов по медицине. Написал также труды на русском языке.
Умер 14 мая 1864 года.

## Труды
- Диагностика и семиотика, или Практическое Руководство к распознаванию внутренних болезней, содержащее анализ признаков и припадков всех болезней / Сочинение доктора медицины А. Уил. Баркле, члена Королевскаго Общества врачей и врача Больницы св. Георгия в Лондоне; Перевел с английскаго языка доктор Реми. — Москва: В типографии Доктора Реми, 1860. — 612 с.